# Ematoma epidurale
Un ematoma (o emorragia) epidurale o extradurale si verifica quando vi è un sanguinamento tra la membrana esterna dura che ricopre il cervello (dura madre) e il cranio, per rottura di un vaso sanguigno. Quando questa condizione si verifica nella colonna vertebrale è conosciuta come ematoma epidurale spinale, o ematoma peridurale.
Per il suo notevole effetto massa sul parenchima cerebrale, e per il rischio di erniazione che essa sia sopra o sottotentoriale, l'ematoma epidurale rappresenta un'emergenza medica che può nei casi più gravi creare dei danni cerebrali permanenti più o meno severi quantificabili anche dalla dinamica del trauma, dalla presenza di erniazione cerebrale e dai deficit neurologici che il paziente presenta a seguito dell'infortunio.
La condizione si verifica nell'1,4% delle lesioni alla testa. Tipicamente si verifica nei giovani adulti ed i maschi sono più frequentemente colpiti rispetto alle femmine.
È sovente associato a frattura cranica e può svilupparsi con tempi di latenza di molte ore o di giorni rispetto al momento del trauma cranico; generalmente l'ematoma epidurale è causato da rottura dell'osso temporale e sanguinamento dall'arteria meningea centrale. Occasionalmente può verificarsi a seguito di una coaugolopatia o di una malformazione vascolare. I vasi più frequentemente interessati sono contenuti in uno sdoppiamento della dura madre che nella regione temporale aderisce alla superficie ossea ma si lascia facilmente scollare. Questa zona viene denominata di Marchand e si estende dalla falce cerebrale alle piccole ali dello sfenoide ed al margine superiore della rocca petrosa del temporale, fino alla protuberanza occipitale interna, dove sono più frequenti queste raccolte ematiche. 
Spesso tale condizione è associata ad una perdita di coscienza, un breve recupero ed una nuova perdita di coscienza, detto "intervallo lucido". Altri sintomi possono includere mal di testa, confusione, vomito e incapacità di spostare parti del corpo. La sintomatologia dell'ematoma epidurale è molto variabile da i tipici sintomi del trauma cranico quali nausea, vomito, vertigini a sintomi ben più gravi come alterazioni dello stato mentale, anisocoria, emiparesi controlaterale, iperreflessia tendinea, crisi epilettiche fino al coma. In caso l'ematoma sia ad eziologia traumatica, in genere al momento dell'impatto cranico non si apprezza perdita di coscienza dell'infortunato che può in alcuni casi non presentare nessun tipo di deficit neurologico acuto nei primi minuti o nelle prime ore dal trauma.
Tipicamente la diagnosi viene eseguita grazie alla tomografia computerizzata o alla risonanza magnetica. Una TC cranica senza mezzo di contrasto evidenzierà una raccolta ematica extracerebrale iperdensa dalla tipica forma a lente biconvessa; come per l'ematoma subdurale la risonanza magnetica non è indicata di routine per la diagnosi effettiva.
Il trattamento consiste, generalmente, in un intervento chirurgico urgente, tipicamente una craniotomia.
Senza trattamento, generalmente si va incontro al decesso.